# Ка Каузин (Венеција)
Ка Каузин (итал. Ca' Causin) је насеље у Италији у округу Венеција, региону Венето.
Према процени из 2011. у насељу је живело 291 становника. Насеље се налази на надморској висини од 2 м.